# Hallerův orgán

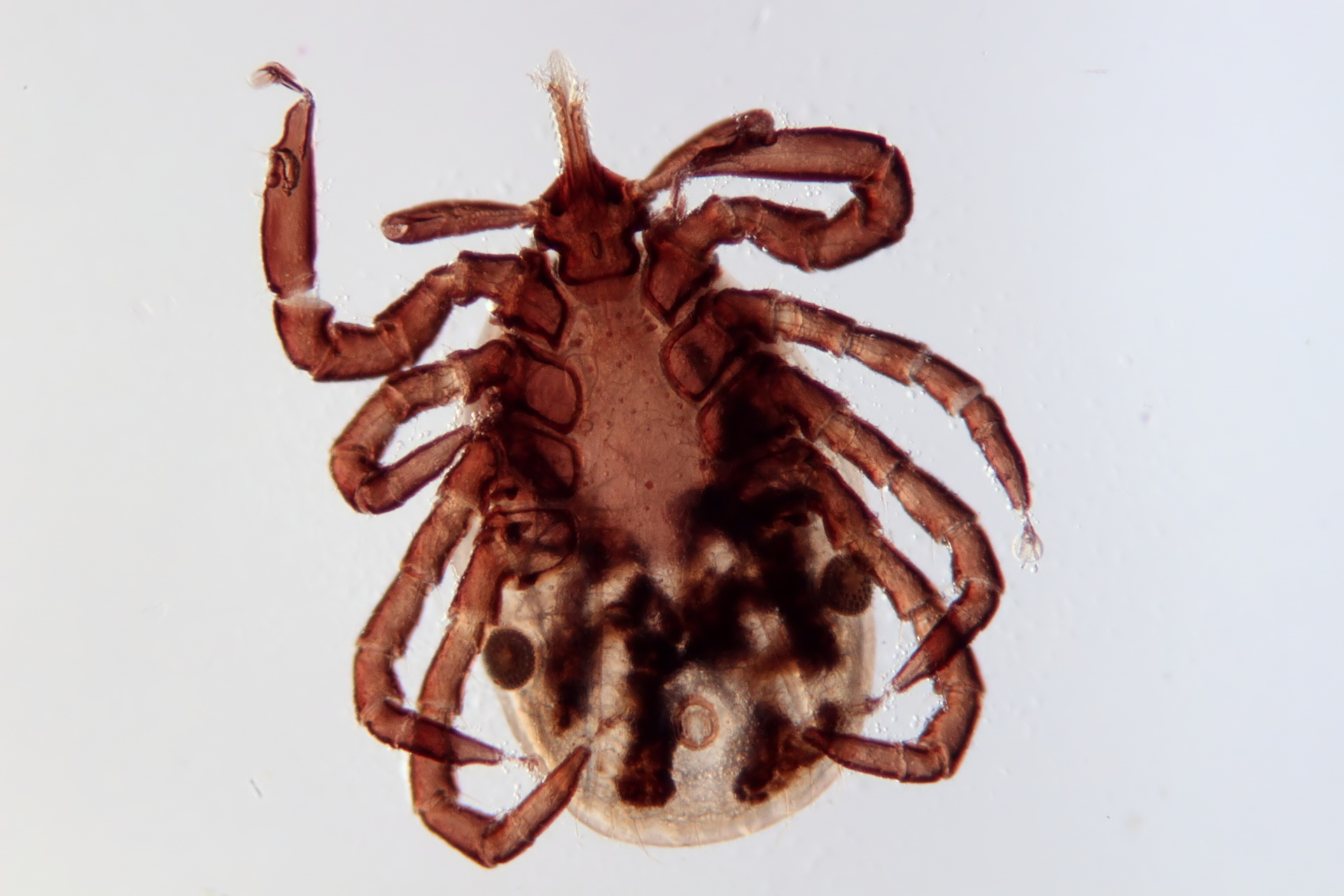
Na levém tarzálním článku přední nohy patrný Hallerův orgán

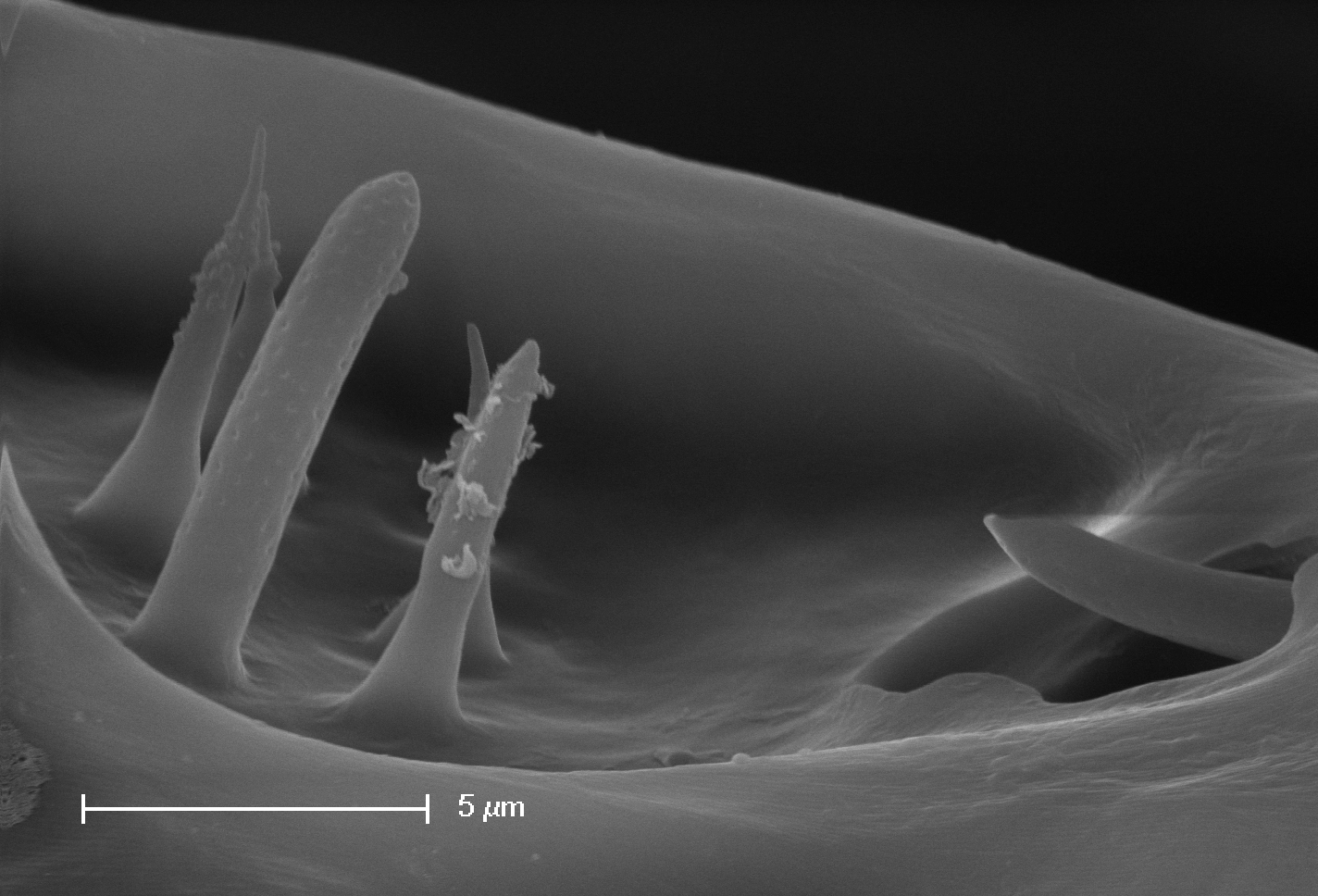
Hallerův orgán – nymfa Ixodes ricinus (klíště obecné)

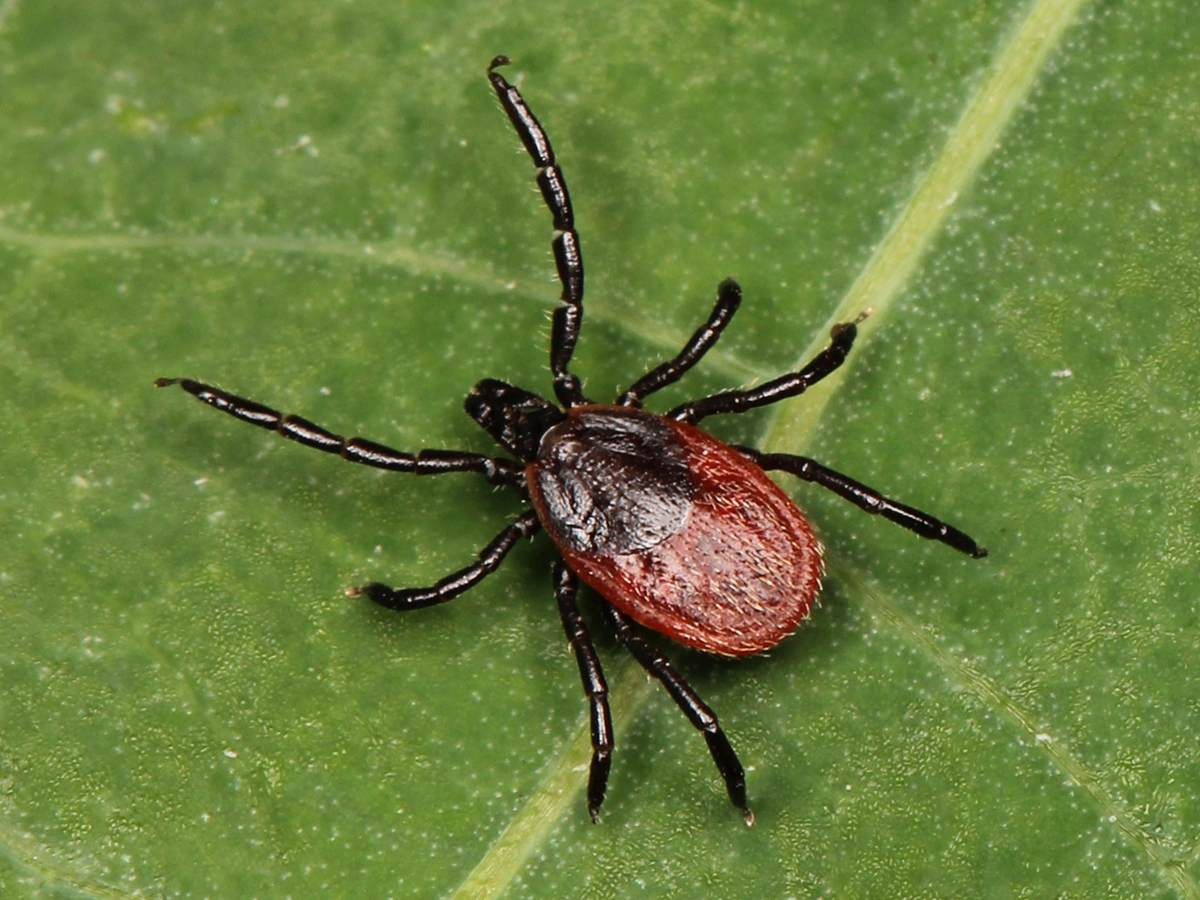
Ixodes pacificus (klíště tichomořské) pátrající po hostiteli

Hallerův orgán je smyslový orgán klíšťatovců, tedy klíšťatovitých (Ixodidae) i klíšťákovitých (Argasidae).
Hallerův orgán je umístěn na tarzálních článcích předního páru končetin. Je smyslovým orgánem jednak čichovým, jednak s receptory ke vnímání vlhkosti vzduchu, tepla, které vyzařuje potenciální hostitel, a s chemoreceptory ke vnímání hostitelova metabolitu (oxidu uhličitého) a exkrektu (amoniaku).
Hallerův orgán je nezbytný k hledání hostitele, k hledání partnera, tedy k páření, a slouží patrně i ke strategické orientaci na hostitelově těle.
Klíště číhající na hostitele – například na stéblu trávy – zvedne a do široka roztáhne přední pár končetin nesoucích Hallerův orgán, aby hostitele lokalizovalo. 
Orgán poprvé popsal George Haller v kapitole Vorläufige Bemerkungen über das Gehörorgan der ixode (Předběžné poznámky o sluchovém orgánu klíšťat) ve čtvrtém vydání knihy Zoologischer Anzeiger z roku 1881. Mylně se však domníval, že orgán je sluchový.